# Ion Gigurtu
Ion Gigurtu, född 24 juni 1886 i Drobeta-Turnu Severin, död 24 november 1959 i Râmnicu Sărat, var en rumänsk företagsledare och politiker.

## Biografi
Gigurtu var under mellankrigstiden en av de främsta inom Rumäniens näringsliv. Han anslöt sig 1935 till det av Alexandru C. Cuza och Octavian Goga bildade kristligt-nationella antisemitiska partiet och var handelsminister i Gogas regering från december 1937 till februari 1938. År 1938 inträdde han i enhetspartiet och blev vice president i deputeradekammaren. I november 1939 blev Gigurtu kommunikationsminister i Gheorghe Tătărescus regering och i juni 1940 utrikesminister efter Grigore Gafencu. Han lämpade posten i slutet av samma månad i samband med Sovjetunionens ultimativa krav på Bessarabien. Vid Tătărescus avgång i juli samma år blidade Gigurtu en ny tyskorienterad regering, upptog förhandlingar med axelmakterna och undertecknade skiljedomen i Wien. Han avgick i september 1940 kort före Carol II:s abdikation. Efter Rumäniens kapitulation 1944 häktades han, anklagad för samarbete med det nazistiska Tyskland.